# Freightliner
A Freightliner é uma fabricante de veículos comerciais pertencente ao Daimler Truck.

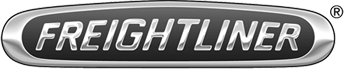
Logo

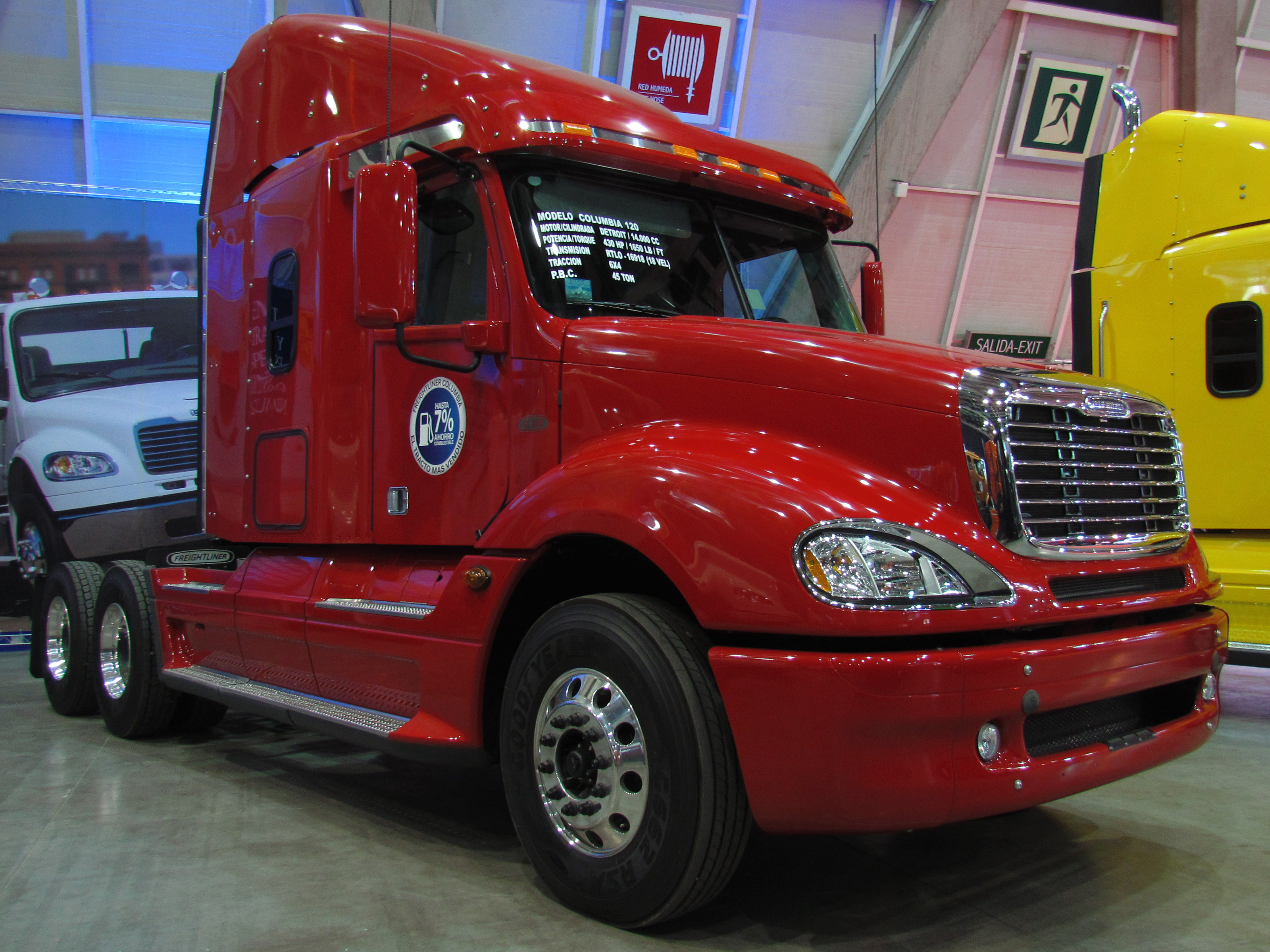
Caminhão Freightliner

É líder de mercado nos Estados Unidos e Canadá.

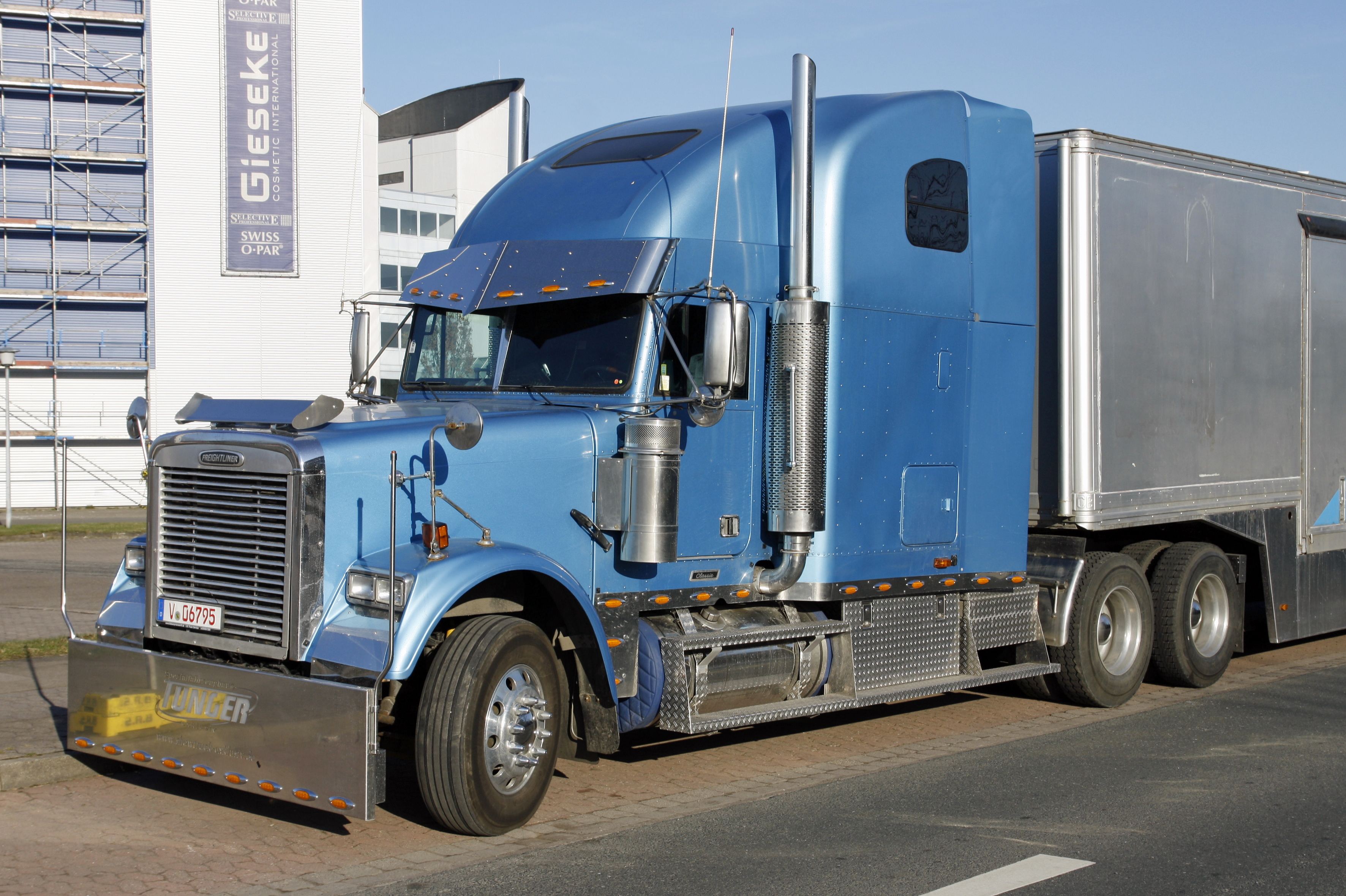
Caminhão Freightliner